# Alexfloydia repens
Alexfloydia repens là một loài thực vật có hoa thuộc chi đơn loài Alexfloydia trong họ Hòa thảo (Poaceae). Loài này được B.K.Simon mô tả khoa học đầu tiên năm 1992.